# Brunnsviks folkhögskola

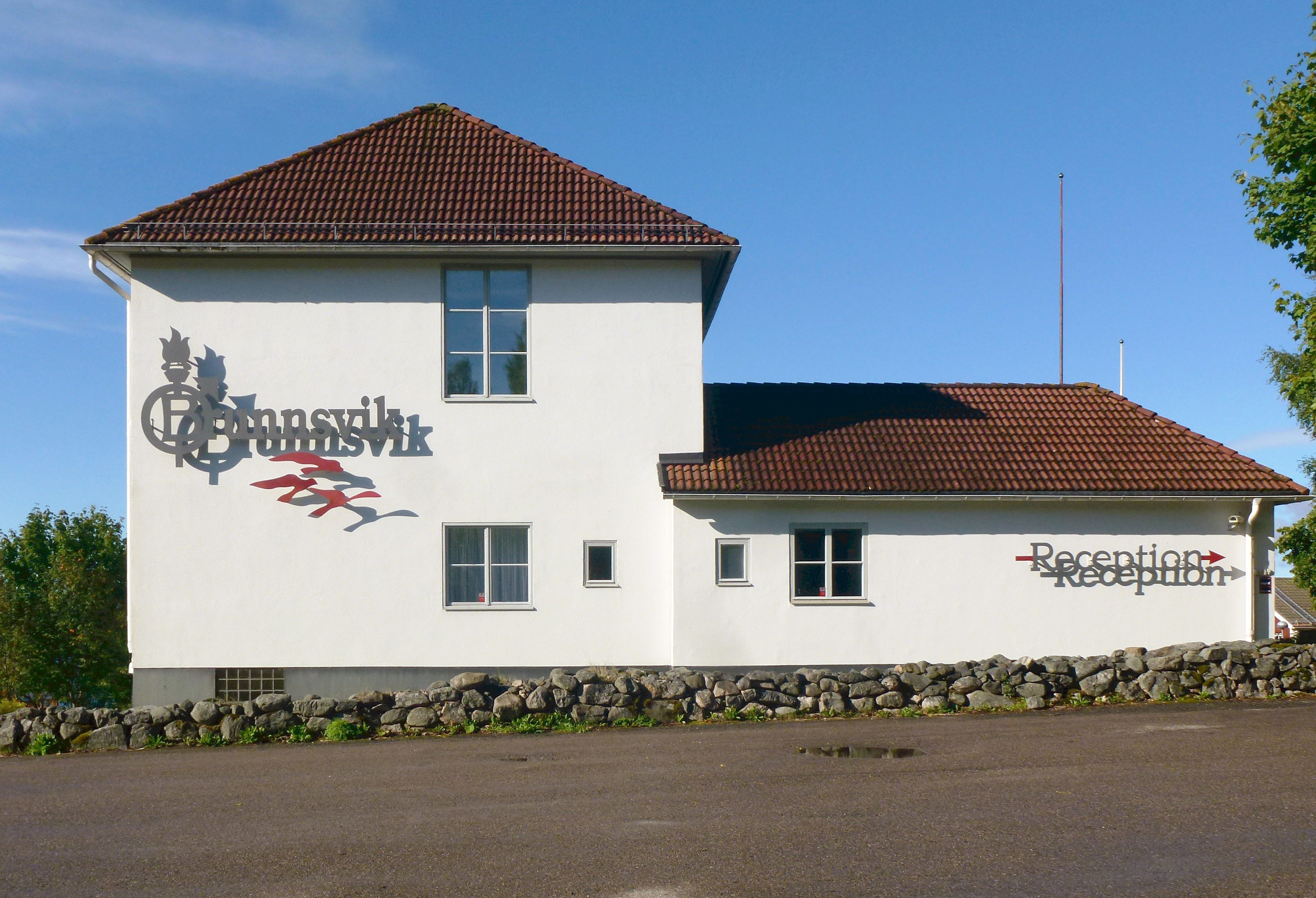
Skolans före detta huvudbyggnad i september 2013.

Brunnsviks folkhögskola är en svensk folkhögskola, grundad 1906. Detta gör den till Sveriges äldsta folkrörelsedrivna folkhögskola. Skolan är belägen vid Brunnsvik vid sjön Väsman, sex kilometer norr om Ludvika i södra Dalarna. 
Det finns även en filial i Gävle med allmän kurs och en socialpedagogisk yrkesutbildning.

## Historik

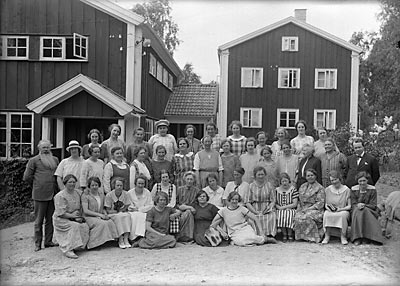
Elever på Brunnsviks folkhögskola, 1930-tal.

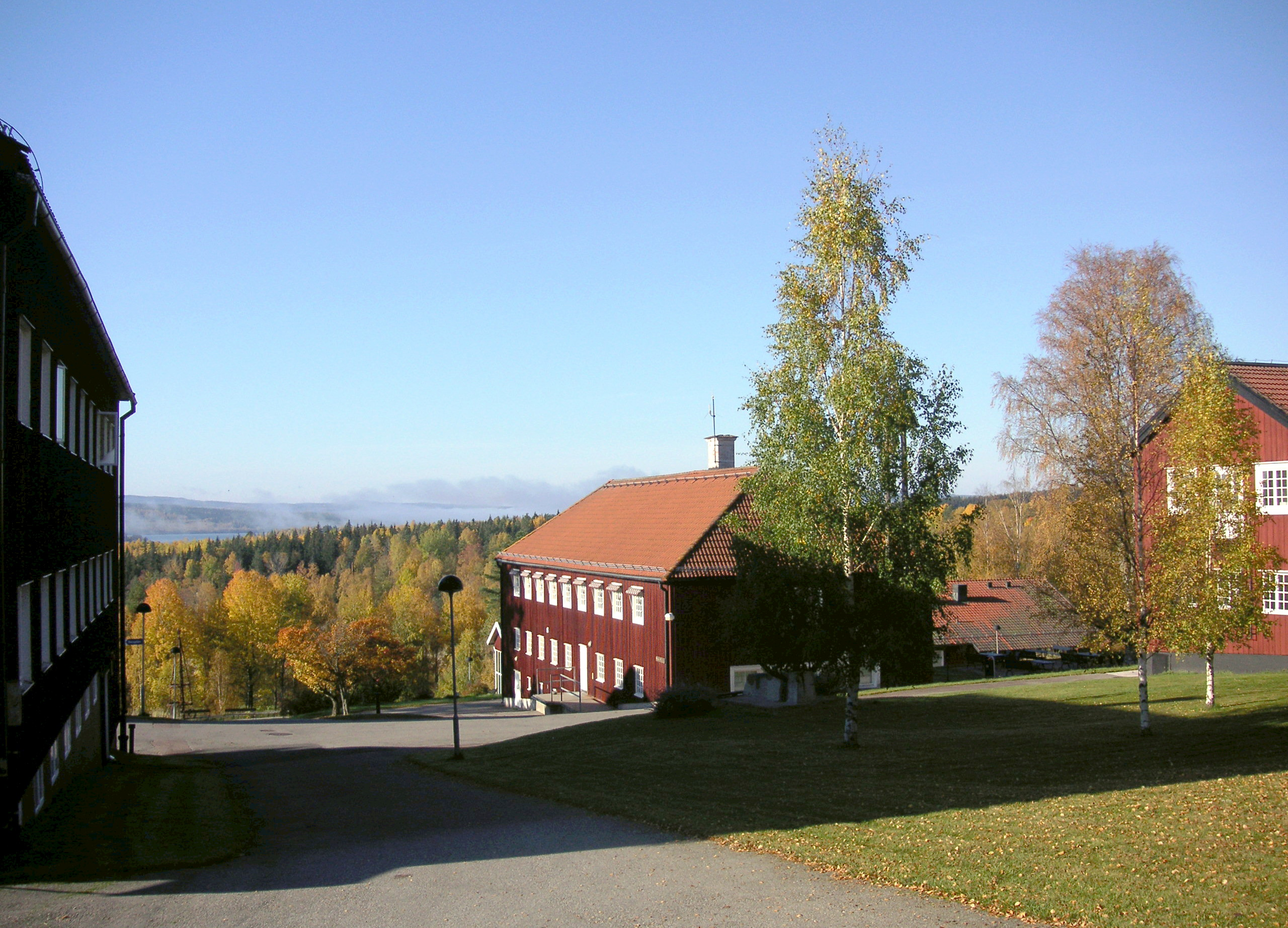
Brunnsviks folkhögskola på hösten 2007.

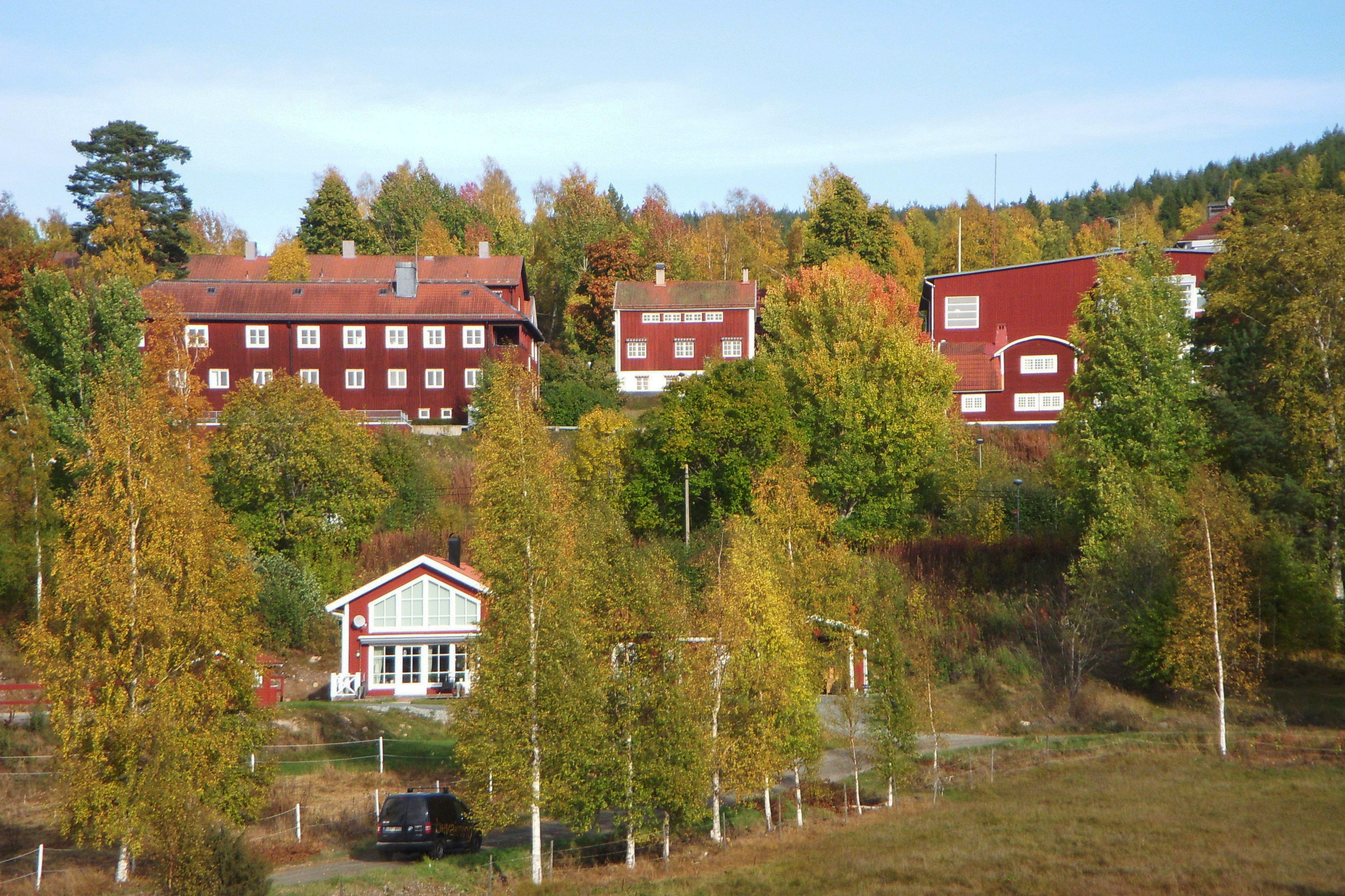
Skolans byggnader sedda från Storgården.

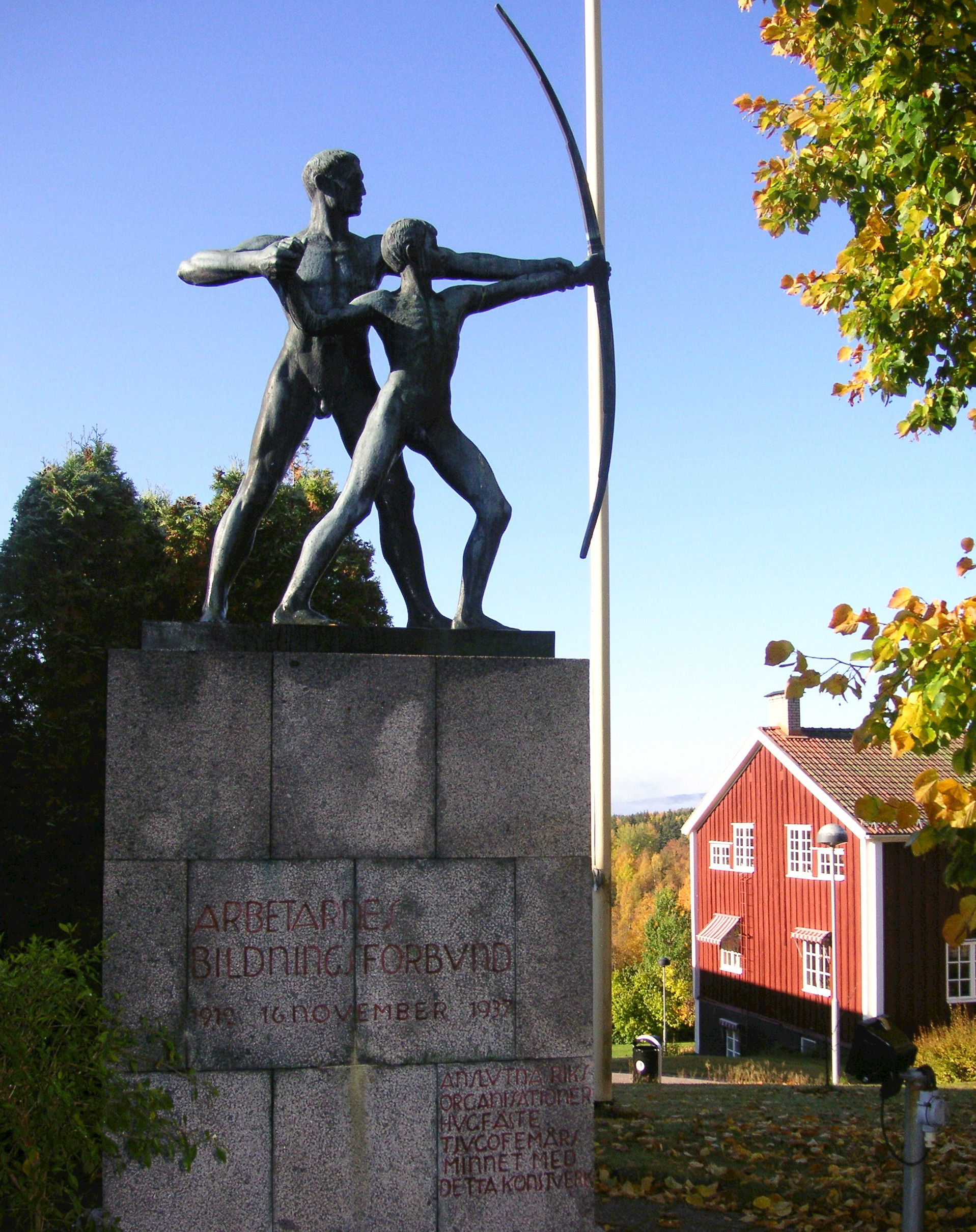
Skulpturen Två generationer av Anders Jönsson från 1937 vid entrén. Den restes till ABF:s 25-årsjubileum.

Skolan grundades 1906 av Karl-Erik Forsslund under medverkan från Gustaf Ankarcrona och Uno Stadius och var tänkt som en bygdeskola för ungdomen i Västerdalarna. Genom den ganska radikala hållningen hos Uno Stadius, vilken blev skolans första föreståndare blev dock skolan snart känd för att bedriva socialistisk agitation, och kommunala och statliga bidrag avslogs.
Detta ledde till att skolans kopplingar till nykterhets- och arbetarrörelsen i stället stärktes och särskilt genom stöd från arbetarrörelsen kunde fortsätta sin verksamhet. Efter regeringsskiftet 1911 erhöll Brunnsvik statsbidrag, kort förut hade landstinget beviljat skolan anslag. Undervisningsprogrammet, som till en början var inriktat mot naturvetenskap, blev efterhand mer inriktat mot kulturhistoria och samhällsvetenskap. 1919 inrättades en andra årskurs. Man startade även kortare sommarkurser. 1920 inrättades en fackföreningsskola på Brunnsvik på LO:s initiativ.

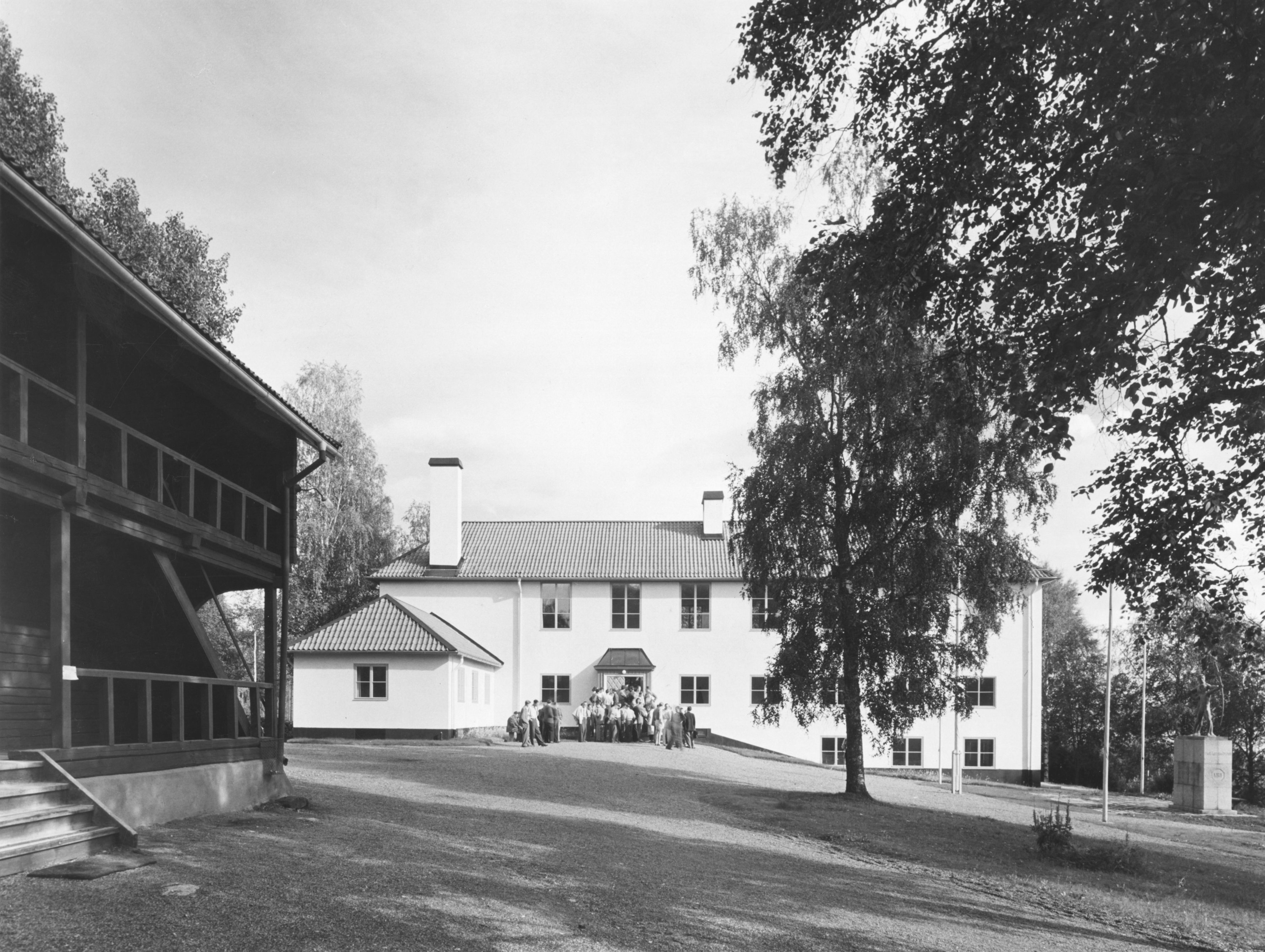
Tillbyggnaden av Hakon Ahlberg.

De första husen ritades av Ankarcrona och Forsslund men den mest betydande arkitekten blev senare Hakon Ahlberg, bror till Alf Ahlberg. Huvudmän var fram till 1 juli 2009 ABF och LO. Därefter avvecklade den centrala fackliga organisationen sitt engagemang och ABF Sollentuna trädde i stället in i folkhögskoleföreningens styrelse. Från och med hösten 2010 har Brunnsvik förstärkt sin kulturella och humanistiska profil och satsar bland annat på musik- och konstutbildningar.

### Stängning och flytt
I maj 2013 stängde huvudskyddsombudet skolan på grund av allvarliga hygieniska brister kring skolans mathantering. Det var kulmen på en rad tvister mellan huvudmannen ABF Nordöstra Storstockholm som drev Brunnsvik på ena sidan och kursdeltagarna å den andra sidan. Detta skyddsstopp hävdes av Arbetsmiljöverket, som menade att detta beslut utförts på felaktiga grunder av fackförbundet SFHL.
Brunnsviks folkhögskolas verksamhet flyttade inför läsåret 2013/2014 från Brunnsvik till Studenternas Hus bredvid Högskolan Dalarna i Borlänge. Den 5 juni 2013 var den sista schemalagda skoldagen i folkhögskolelokalerna i Brunnsvik.
År 2014 gick ABF Nordöstra Storstockholm i konkurs, och ABF:s förbundsledning tog tills vidare över ansvaret. Skolområdet i Brunnsvik inklusive byggnader köptes 2015 av Ludvika kommun. I januari 2024 köptes fastigheterna av det Ludvikabaserade fastighetsbolaget Sakofall.

## Inriktning
Brunnsviks folkhögskola tillkom för att ge medborgerlig bildning åt traktens unga människor, men eftersom inga kommunala eller statliga stöd beviljades fick skolan snart stöd av arbetarrörelsens organisationer, som ansåg det viktigt att bilda och utbilda arbetare.
Under Karl-Erik Forsslunds ledning blev skolan känd och viktig för arbetarrörelsen och är det än i dag. Målet med skolan var att fostra de studerande till "dugliga medborgare och goda människor". Här var inte bara intellektuella färdigheter viktiga utan även de rent fysiska övningarna. På kvällen samlades studerande och lärare för att läsa dikter, berätta sagor samt leka och spela spel. Den sociala dimensionen anses ännu viktig på Brunnsvik och en del kurser med övernattning har fortfarande gemensamma kvällsprogram. Den typ av pedagogik som präglar skolan är inspirerad av det som Ellen Key stod för, i alla fall under skolans första tid.

### Facklig utbildning
1912 bildades Arbetarnas bildningsförbund (ABF) på skolan efter initiativ från skolans lärare Rickard Sandler. 1929 bildades en LO-skola på Brunnsvik, Sveriges första och möjligen världens äldsta. 1995 upphörde LO-skolorna och de fackliga utbildningarna bedrivs numera i folkhögskolans regi.

### Biblioteket
Brunnsvik har Sveriges största folkhögskolebibliotek, där Christina Garbergs-Gunn var bibliotekarie 1980 till 2011. Garbergs-Gunn utvecklade Brunnsviks utställningsverksamhet och arrangerade årligen ett flertal utställningar med bland andra Sara Fabricius (Cora Sandel), Birgit Ståhl-Nyberg, Karl Lärka, Ulla Montan, Kristina Anshelm, Staffan Lindh, Robert Nyberg, Sydafrikansk konst och Svensk Bokkonst samt ett flertal vandringsutställningar från Riksutställningar.
Vid flytten 2013 till Borlänge packades biblioteket i kartonger. 2014 donerades det till Ludvika kommun och det magasinerades av kommunen.
I februari 2020 återinvigdes bokstugan och böckerna skänktes tillbaka till skolan. https://da.se/2020/02/brunnsvik-har-fatt-tillbaka-sin-bokstuga/

## Bemärkta personer

### Lärare och elever
Under årens lopp har många betydelsefulla personer inom kultur och politik studerat eller arbetat på Brunnsvik. Bland lärarna kan nämnas fysikern Eva von Bahr (1874-1962) som, efter att som kvinna ha förvägrats en professur i Uppsala, kom dit 1914 för att undervisa motiverade elever. Trots att eleverna var mer intresserade av humaniora än naturvetenskapliga ämnen, fann hon sin uppgift stimulerande. Hon gav extralektioner för mindre matematiskt lagda, bland vilka Dan Anderssons sällsynt bristande talang fick honom helt befriad från matten.[källa behövs] I övrigt stödde hon honom, upplät sitt hem och uppmuntrade hans författande. Hon stödde inte bara honom, utan även skolan med pengar. Inflytande hade även hennes make Niklas Bergius (1871-1947) med splittrad akademisk bakgrund, beundrad lärare i bland annat religion och filosofi.
Bland övriga författare kan nämnas Harry Blomberg, Rut Berggren, Ragnar Jändel, Helmer Grundström, Stig Sjödin, Marit Paulsen, Teddy Gummerus, Birger Vikström och Karl Östman. Från och med 1991 delar skolan ut ett Brunnsviksstipendium till den författare som fått Fackföreningsrörelsens Ivar Lo-pris.[källa behövs]

### Bemärkta rektorer
Torsten Fogelqvist var rektor 1912 till 1918, därefter följde Sigfrid Gunnäs och Rickard Sandler och Yngve Hugo. Alf Ahlberg var rektor 1932 till 1959. Förste rektor på LO-skolan var Sigfrid Hansson, bror till Per Albin Hansson.